# テニスの王子様 (アニメ)
『テニスの王子様』（テニスのおうじさま）は、許斐剛の漫画作品『テニスの王子様』を原作とする日本のテレビアニメ・アニメーション映画・OVA。

## 概要
テレビアニメ版は、2001年10月10日から2005年3月30日までテレビ東京とその系列局で水曜19時00分から19時27分に放送。テレビ岩手や独立UHF局などの系列外局でも放送された。全178話。収録ビデオは全45巻（規格 - VHS・DVD）。
何度となく当初の放送期間が延期されるが、『週刊少年ジャンプ』誌上の漫画の流れよりも早くなり、アニメのストーリーが原作を追い越した。途中にオリジナルストーリーを入れるなどして繋いでいたが、2005年3月30日をもって放送を終了。
続編として2006年3月24日から隔月発売でOVA化が決定した。
2011年9月に『新テニスの王子様』（しんテニスのおうじさま）のテレビアニメ化が発表され、2012年1月5日から同年3月29日までテレビ東京ほかにて放送された。こちらは、系列局での放送はテレビ大阪など一部のみとなった。
全20話が制作されたがテレビ放送されたのはその中でも本筋となる抜粋された13話のみとなっており、未放送となった残り7話はOVAとして配信された。その為TVアニメ単体では理解が困難な構成となっている。
なお、DVD版においては正確な順番で収録されているが各種配信サービスでは別作品扱いとなっている。
2013年9月21日のテニプリフェスタ2013にて、続編である第2期の制作決定が発表された。2期はOVAとなる。
2018年10月7日から、YouTubeで集英社による動画配信が行われている。
アニメ放送20周年を迎えた2021年10月10日には約10年ぶりとなるテレビアニメシリーズとして、『新テニスの王子様 U-17 WORLD CUP』（しんテニスのおうじさま アンダーセブンティーンワールドカップ）の制作が発表された。2022年7月から9月にかけてテレビ東京ほかにて放送された。作中の時系列は2014年にリリースされたOVA『新テニスの王子様 OVA vs Genius10』の後となる。2024年10月からは同作の続編となるテレビアニメ『新テニスの王子様 U-17 WORLD CUP SEMIFINAL』（しんテニスのおうじさま アンダーセブンティーンワールドカップ セミファイナル）が同局ほかにて放送中。日本VSドイツの準決勝の描かれた。。

### 作風
原作では出番の少なかった越前南次郎、竜崎桜乃、小坂田朋香、橘杏、月刊プロテニスの記者である井上守や芝砂織などがレギュラーキャラとなり、部活動以外の日常的なストーリーも盛りこまれている。また、放送倫理等の見地より亜久津の喫煙、選手のユニホームの着方等が原作と一部異なる。監督の浜名孝行いわくアニメで南次郎の出番が多いのは、番組開始前の話し合いからリョーマと手塚と南次郎、この3人の関係を中心にストーリーが進むという軸が決められていたからである。演出上のこだわりやポイントは「日常シーンはリアルな描写を中心に、試合は笑っちゃうくらいのド派手で漫画っぽいシーンを心がけている」という。
試合パートでは、バトルアニメさながらの演出が特徴。当初は原作に沿った試合が描かれていたが、2年目よりアニメオリジナルの演出が増加。物語後半には竜巻を巻き起こす、突如異次元にワープする、瞬間移動するなどバトルアニメの様相を醸し出していた。この作品傾向は後の劇場版やOVAに受け継がれた。
日常パートでは、アニメオリジナルストーリーを中心に、キャラクター性を最大限に生かした物語が展開された。当初はキャラクターの試合合間を描く程度だったが、こちらも物語の進行とともに増加していき、テニスの話題が全く出ない話やキャラクターのドタバタを描くに終始する話が展開。最終的には「チビキャラの王子様」と呼ばれるデフォルメ化したキャラクターを使用したショートコントが登場。青春学園メンバーをひとつの家族に見立てたパラレル作品となっている。原作漫画に数々の要素を加えた意欲的な作品となっている。
他方でキャスト面では主要キャラクター担当声優が観客などのサブキャラクターや端役などの1人複数役を演じることが多い。

### 関連エピソード
青春学園レギュラーを演じる声優たちを中心に、原作者の主催する「寿司テニス部」が存在する。

## テレビアニメ

### 第1作

#### キャスト
声の出演
- 越前リョーマ - 皆川純子
- 手塚国光 - 置鮎龍太郎
- 大石秀一郎 - 近藤孝行
- 不二周助 - 甲斐田ゆき
- 菊丸英二 - 高橋広樹
- 乾貞治 - 津田健次郎
- 河村隆 - 川本成
- 桃城武 - 小野坂昌也
- 海堂薫 - 喜安浩平

#### スタッフ
- 原作 - 許斐剛
- 監督 - 浜名孝行
- シリーズ構成 - 十川誠志（第1話 - 第75話）、冨岡淳広（第76話 - 第101話）、前川淳（第102話 - 第178話）
- キャラクターデザイン・総作画監督 - 石井明治
- キャラクターデザイン補 - 高橋成之
- 美術監督 - 川井憲
- 撮影監督 - 橘高敬司、桑原賢治
- 色彩設計 - 赤間三佐子
- 編集 - 布地由美子、野尻由紀子
- 音楽 - 渡部チェル
- 音響監督 - 平光琢也
- アニメーション制作 - トランス・アーツ
- アニメーション制作協力 - Production I.G
- アニメーションプロデューサー - 菅野和人
- ラインコーディネーター（第102話 - 第178話） - すぎやまあつお、森田俊昭
- プロデューサー - 具嶋朋子（第1話 - 第79話） → 松山進（第80話 - 第178話）、すぎやまあつお（第1話 - 第101話） → 高橋知子（第102話 - 第178話）
- 製作 - テレビ東京、NAS

#### 主題歌
本放送では歌詞テロップが表記されているが、DVD版や再放送では廃止されている。
オープニングテーマ
1. future 第1話 - 第26話　[最終話ではエンディングとして使用]
  - 作詞 - 青木裕光 / 作曲 - UZA / 編曲 - ABS faces / 歌 - HIRO-X

2. Driving Myself 第27話 - 第53話
  - 作詞 - Hassy / 作曲 - 渋谷郁央 / 編曲 - ABS faces / 歌 - HIRO-X

3. Make You Free 第54話 - 第75話 ［男性版と女性版を交互に放映］
  - 作詞 - 真琴 / 作曲 - 渋谷郁央 / 編曲 - 渋谷郁央、藤田宜久 / 歌 - Kimeru［男性版］、hisoca［女性版］

4. LONG WAY 第76話 - 第101話
  - 作詞 - 野口圭 / 作曲・編曲 - 渋谷郁央 / 歌 - Ikuo

5. FLY HIGH 第102話 - 第128話
  - 作詞 - 森由里子 / 作曲・編曲 - R.I.C / 歌 - 松永俊彦（元Jack&Betty）

6. Shining/Paradise 第129話 - 第165話 ［ParadiseはShiningの曲調をアレンジ、歌詞も変えて154話(10月6日)から放映］
  - 作詞 - 鳥海雄介 / 作曲・編曲 - 島田充 / 歌 - 白井裕紀

7. Dream Believer 第166話 - 最終話
  - 作詞 - tangerine. / 作曲・編曲・歌 - 真崎修

エンディングテーマ
1. You got game? 第1話 - 第26話
  - 作詞 - TSUTOMU / 作曲・編曲 - 藤田宜久 / 歌 - Kimeru

2. KEEP YOUR STYLE 第27話 - 35話［KEEP YOUR STYLEとwalk onを適宜使い分け］
  - 作詞 - TAKAYOSHI / 作曲・編曲 - 堀江顕 / 歌 - 藤重政孝

3. walk on 第36話 - 53話
  - 作詞 - 藤重政孝 / 作曲・編曲 - 石井妥師 / 歌 - 藤重政孝

4. WHITE LINE 第54話 - 第75話
  - 作詞・作曲 - UZA / 編曲 - UZA、藤田宜久 / 歌 - 青酢

5. 風の旅人 第76話 - 第101話
  - 作詞 - 大久保理、川野淳一郎 / 作曲 - 石井妥師 / 編曲 - 有賀啓雄 / 歌 - ふれあい

6. SAKURA 第102話 - 第141話
  - 作詞・作曲 - 浜口祐夢 / 編曲 - 菊地圭介 / 歌 - 浜口祐夢

7. Wonderful days 第142話 - 第165話 ［第140話でキャラクターユニットによる歌を披露］
  - 作詞・作曲 - 金谷裕一 / 編曲 - 福士健太郎、金谷裕一 / 歌 - プルタブと缶

8. LITTLE SKY 第166話 - 第177話
  - 作詞 - 鳥海雄介 / 作曲・編曲・歌 - 福士健太郎

#### 放送局
| 放送地域       | 放送局         | 放送期間                       | 放送日時                                                                                 | 系列           | ネット状況 | 備考                                       |
| -------------- | -------------- | ------------------------------ | ---------------------------------------------------------------------------------------- | -------------- | ---------- | ------------------------------------------ |
| 関東広域圏     | テレビ東京     | 2001年10月10日 - 2005年3月30日 | 水曜 19:00 - 19:27                                                                       | テレビ東京系列 | 製作局     |                                            |
| 北海道         | テレビ北海道   | 2001年10月10日 - 2005年3月30日 | 水曜 19:00 - 19:27                                                                       | テレビ東京系列 | 同時ネット |                                            |
| 愛知県         | テレビ愛知     | 2001年10月10日 - 2005年3月30日 | 水曜 19:00 - 19:27                                                                       | テレビ東京系列 | 同時ネット |                                            |
| 大阪府         | テレビ大阪     | 2001年10月10日 - 2005年3月30日 | 水曜 19:00 - 19:27                                                                       | テレビ東京系列 | 同時ネット |                                            |
| 岡山県・香川県 | テレビせとうち | 2001年10月10日 - 2005年3月30日 | 水曜 19:00 - 19:27                                                                       | テレビ東京系列 | 同時ネット |                                            |
| 福岡県         | TVQ九州放送    | 2001年10月10日 - 2005年3月30日 | 水曜 19:00 - 19:27                                                                       | テレビ東京系列 | 同時ネット |                                            |
| 岩手県         | テレビ岩手     | 2002年8月5日 - 不明            | 月曜 15:55 - 16:25 ↓ 日曜 4:30 - 5:00                                                    | 日本テレビ系列 | 遅れネット |                                            |
| 山形県         | 山形テレビ     | 不明                           | 木曜 16:28 - 17:00                                                                       | テレビ朝日系列 | 遅れネット |                                            |
| 長野県         | 長野放送       | 不明                           | 土曜 6:00 - 6:30 → 土曜 5:30 - 6:00                                                      | フジテレビ系列 | 遅れネット |                                            |
| 新潟県         | 新潟テレビ21   | 不明                           | 土曜 16:55 - 17:25                                                                       | テレビ朝日系列 | 遅れネット |                                            |
| 静岡県         | 静岡朝日テレビ | 不明                           | 土曜 16:58 - 17:30                                                                       | テレビ朝日系列 | 遅れネット | 途中打ち切り                               |
| 石川県         | 石川テレビ     | 2001年11月6日 - 2005年9月7日   | 火曜 15:35 - 16:05 （以降何度か枠移動し、最終回時点では水曜 15:30 - の放送となっていた） | フジテレビ系列 | 遅れネット |                                            |
| 岐阜県         | 岐阜放送       | 不明                           | 水曜 19:00 - 19:27                                                                       | 独立局         | 遅れネット |                                            |
| 三重県         | 三重テレビ     | 不明                           | 木曜 18:30 - 19:00                                                                       | 独立局         | 遅れネット |                                            |
| 滋賀県         | びわ湖放送     | 不明                           | 日曜 12:30 - 13:00                                                                       | 独立局         | 遅れネット |                                            |
| 奈良県         | 奈良テレビ     | 不明                           | 木曜 7:00 - 7:30                                                                         | 独立局         | 遅れネット |                                            |
| 和歌山県       | テレビ和歌山   | 不明                           | 木曜 18:30 - 19:00                                                                       | 独立局         | 遅れネット |                                            |
| 鳥取県・島根県 | 山陰放送       | （2003年初旬時点にて放送）     | 日曜 6:00 - 6:30                                                                         | TBS系列        | 遅れネット | 途中打ち切り（2003年11月の時点では未放送） |
| 徳島県         | 四国放送       | 2003年1月12日 -                | 日曜 7:00 - 7:30                                                                         | 日本テレビ系列 | 遅れネット |                                            |
| 鹿児島県       | 鹿児島放送     | 不明                           | 火曜 16:30 - 17:00                                                                       | テレビ朝日系列 | 遅れネット |                                            |
| 日本全域       | BSジャパン     | 不明                           | 不明                                                                                     | BS放送         | 遅れネット |                                            |
| 日本全域       | AT-X           | 不明                           | 不明                                                                                     | CS放送         | 遅れネット | リピート放送あり                           |
| 日本全域       | ディズニーXD   | 不明                           | 不明                                                                                     | CS放送         | 遅れネット | リピート放送あり                           |

### 新テニスの王子様
2012年1月から3月まで、テレビ東京ほかにて放送された。OVAはDVD&Blu-ray各巻に収録。

#### スタッフ（新）
- 原作 - 許斐剛
- 監督・絵コンテ - 山本秀世
- シリーズ構成 - 広田光毅
- キャラクターデザイン - 石井明治、入江健司、渡辺淳
- 美術監督 - 沖吉真由美
- 美術設定 - 川井憲
- 色彩設計 - 津守裕子
- 撮影監督 - 斉藤朋美
- 編集 - 布施由美子、野尻由紀子
- 音響監督 - 平光琢也
- 音楽 - 渡部チェル
- アニメーションプロデューサー - 松井正一
- プロデューサー - 奈良初男、三浦直樹
- アニメーション制作 - Production I.G、M.S.C
- 制作 - NAS
- 製作 - 新テニスの王子様プロジェクト（NAS、Production I.G、バンダイビジュアル、マーベラスAQL、テレビ東京、集英社）

#### 主題歌（新）
オープニングテーマ「未来の僕らへ」
作詞 - 夏ノ芹子 / 作曲 - 河村佳希 / 編曲 - あおい吉勇 / 歌 - 藤澤ノリマサ
エンディングテーマ「ENJOY」
作詞 - 加藤碧、UZA / 作曲 - Rie / 編曲 - 水島康貴 / 歌 - 網球男児

#### 各話リスト（新）
| 話数            | サブタイトル           | 脚本     | 演出     | 作画監督              | 放送日         |
| --------------- | ---------------------- | -------- | -------- | --------------------- | -------------- |
| 1               | 王子様の帰還           | 広田光毅 | 多田俊介 | 入江健司              | 2012年 1月4日  |
| 2               | 地獄の番人             | 坂井史世 | 高橋順   | 渡辺淳                | 1月11日        |
| 3               | 同士討ち               | 竹内利光 | 齊藤淳一 | 西畑あゆみ            | 1月18日        |
| 4               | 部長の選択             | 時村尚   | 多田俊介 | 中西彩                | 1月25日        |
| 5               | 勝者そして敗者         | 広田光毅 | 喜多谷充 | 入江健司              | 2月1日         |
| 6               | 心の崖                 | 竹内利光 | 齊藤淳一 | 飯飼一幸              | 2月8日         |
| 7               | ゼロからのスタート     | 時村尚   | 前島健一 | 阿部千秋 泉保良輔     | 2月15日        |
| 8               | スペシャルミッション   | 竹内利光 | 松澤建一 | 中西彩                | 2月22日        |
| 9               | 進化と変化             | 坂井史世 | 細田雅弘 | 山崎展義 小山知洋     | 2月29日        |
| 10              | さらば 手塚国光        | 坂井史世 | 高島大輔 | 渡辺淳 飯飼一幸       | 3月7日         |
| 11              | 約束                   | 坂井史世 | 齊藤淳一 | 石井明治              | 3月14日        |
| 12              | 革命の火蓋             | 広田光毅 | 布施康之 | 福永純一 ホンソクビョ | 3月21日        |
| 13              | 輝ける君たちへ         | 広田光毅 | 山本秀世 | 入江健司 石井明治     | 3月28日        |
| OVA（映像特典） |                        |          |          |                       |                |
| 1               | 招聘前夜               | 広田光毅 | 松澤建一 | 石井明治              | 4月20日        |
| 2               | 神の子VS皇帝           | 坂井史世 | 松澤建一 | 渡辺淳 飯飼一幸       | 6月22日        |
| 3               | 伝説を継ぐ者たち       | 広田光毅 | 山本秀世 | 入江健司              | 8月24日        |
| 4               | 勝者の意味             | 坂井史世 | 布施康之 | 石井明治              | 10月26日       |
| 5               | 男たちの絆             | 前川淳   | 松澤建一 | 渡辺淳                | 12月21日       |
| 6               | 天使と聖書（バイブル） | 前川淳   | 山本秀世 | 入江健司              | 2013年 2月22日 |
| 7               | ヒミツの王子様         | 竹内利光 | 山本秀世 | 石井明治              | 4月24日        |

#### 放送局（新）
| 放送地域   | 放送局             | 放送期間                | 放送日時                       | 放送系列              | 備考                                                                |
| ---------- | ------------------ | ----------------------- | ------------------------------ | --------------------- | ------------------------------------------------------------------- |
| 関東広域圏 | テレビ東京         | 2012年1月5日 - 3月29日  | 木曜 1:50 - 2:20               | テレビ東京系列        | 製作参加                                                            |
| 愛知県     | テレビ愛知         | 2012年1月6日 - 3月30日  | 金曜 1:30 - 2:00               | テレビ東京系列        |                                                                     |
| 大阪府     | テレビ大阪         | 2012年1月7日 - 3月31日  | 土曜 2:10 - 2:40               | テレビ東京系列        |                                                                     |
| 北海道     | テレビ北海道       | 2012年7月31日 - 8月17日 | 月曜 - 金曜 8:00 - 8:30        | テレビ東京系列        | 『おはようまんが』枠内での放送                                      |
| 京都府     | KBS京都            | 2017年7月13日 - 7月31日 | 月曜 - 金曜 7:30 - 7:57        | 独立局                |                                                                     |
| 日本全域   | AT-X               | 2012年1月13日 - 4月6日  | 金曜 10:30 - 11:00             | アニメ専門CS放送      | リピート放送あり                                                    |
| 日本全域   | ニコニコ生放送     | 2012年1月29日※ - 4月2日 | 月曜 0:30 - 1:00 （第5話以降） | ネット配信            | ※第1話 - 第4話は日曜 23:30 から4話連続で生配信                      |
| 日本全域   | ニコニコチャンネル | 2012年1月30日 - 4月2日  | 月曜 1:00 更新（第5話以降）    | ネット配信            | 上記生配信の直後から1週間限定で無料配信 1週間経過後、有料配信へ移行 |
| 日本全域   | BSジャパン         | 2012年4月7日 - 6月30日  | 土曜 23:30 - 日曜 0:00         | テレビ東京系列 BS放送 |                                                                     |
| 日本全域   | アニマックス       | 2013年8月6日 - 10月29日 | 火曜 19:30 - 20:00             | アニメ専門BS/CS放送   | リピート放送あり                                                    |

### 新テニスの王子様 U-17 WORLD CUP シリーズ
『新テニスの王子様 U-17 WORLD CUP』は、2022年7月から9月までテレビ東京ほかにて放送された。同年12月23日には全13話を収録したBlu-ray BOX (BCXA-1784) およびDVD BOX (BCBA-5130) が発売された。
同作の続編となる『新テニスの王子様 U-17 WORLD CUP SEMIFINAL』は、2024年10月から12月まで同局ほかにて放送された。2025年3月26日には全13話を収録したBlu-ray BOX (BCXA-1969) およびDVD BOX (BCBA-5178) が発売。

#### スタッフ（U-17シリーズ）
|                               | U-17 WORLD CUP                                          | U-17 WORLD CUP SEMIFINAL     |
| ----------------------------- | ------------------------------------------------------- | ---------------------------- |
| 原作                          | 許斐剛                                                  | 許斐剛                       |
| 監督                          | 川口敬一郎                                              | 徳本善信                     |
| 助監督                        | 高橋幸雄 （第2話・第3話・第6話・第7話・第12話・第13話） | N/A                          |
| シリーズ構成                  | 広田光毅                                                | 広田光毅                     |
| キャラクターデザイン          | 石井明治                                                | 石井明治                     |
| アクション作画監督            | 小澤和則 （第2話・第3話・第6話・第7話・第12話・第13話） | 渡辺淳                       |
| 美術監督                      | 伊藤聖                                                  | 木村仁哉                     |
| 美術設定                      | 青木智由紀                                              | 青木智由紀                   |
| 美術設定                      | N/A                                                     | イノセユキエ                 |
| 色彩設計                      | 津守裕子                                                | 津守裕子                     |
| 撮影監督                      | 中村雄太                                                | 中村雄太                     |
| CGディレクター                | 平川典史                                                | 平川典史                     |
| 編集                          | 平木大輔                                                | 平木大輔                     |
| 音響監督                      | 松岡裕紀                                                | 松岡裕紀                     |
| 音楽                          | 玉木千尋                                                | 玉木千尋                     |
| 音楽プロデューサー            | 松井伸太郎                                              | 松井伸太郎                   |
| アニメーション プロデューサー | 篠笥和也                                                | N/A                          |
| アニメーション プロデューサー | 松井正一                                                |                              |
| プロデューサー                | 矢島佳奈                                                | 原直輝                       |
| アニメーション制作            | スタジオKAI                                             | N/A                          |
| アニメーション制作            | M.S.C                                                   |                              |
| 制作                          | NAS                                                     | NAS                          |
| 製作                          | 新テニスの王子様プロジェクト                            | 新テニスの王子様プロジェクト |

#### 主題歌（U-17シリーズ）
「I can fly」
YOSHIKI EZAKI × Bleecker Chromeによる『U-17 WORLD CUP』オープニングテーマ。作詞はYOSHIKI EZAKI、Xin、KENYA、作曲はSEANN BOWE、FOUX、STEELO、編曲はSTEEKNOWS。
「Dear Friend」
テニプリアーティスターズによる『U-17 WORLD CUP』エンディングテーマ。作詞は白井裕紀とUZA、作曲はUZA、編曲は水島康貴。

「Wake up」
Kidellaによる『U-17 WORLD CUP SEMIFINAL』オープニングテーマ。作詞はKidella、作曲・編曲はA.G.O。
「GLANZ」
emBLEm=ADLERによる『U-17 WORLD CUP SEMIFINAL』エンディングテーマ。

#### 各話リスト（U-17シリーズ）
| 話数                     | サブタイトル               | 脚本           | 絵コンテ            | 演出                | 作画監督 | 総作画監督     | 総作画監督                          | 初放送日       |                |                |                |                |                |                |                |                |                |                |                |                |                |                |                |                |
| U-17 WORLD CUP           | U-17 WORLD CUP             | U-17 WORLD CUP | U-17 WORLD CUP      | U-17 WORLD CUP      | U-17 WORLD CUP | U-17 WORLD CUP | U-17 WORLD CUP                      | U-17 WORLD CUP | U-17 WORLD CUP | U-17 WORLD CUP | U-17 WORLD CUP | U-17 WORLD CUP | U-17 WORLD CUP | U-17 WORLD CUP | U-17 WORLD CUP | U-17 WORLD CUP | U-17 WORLD CUP | U-17 WORLD CUP | U-17 WORLD CUP | U-17 WORLD CUP | U-17 WORLD CUP | U-17 WORLD CUP | U-17 WORLD CUP | U-17 WORLD CUP |
| ------------------------ | -------------------------- | -------------- | ------------------- | ------------------- | --- | -------------- | ----------------------------------- | -------------- | -------------- | -------------- | -------------- | -------------- | -------------- | -------------- | -------------- | -------------- | -------------- | -------------- | -------------- | -------------- | -------------- | -------------- | -------------- | -------------- |
| 第1話                    | アメリカ代表・越前リョーマ | 広田光毅       | 川口敬一郎          | 渡辺正彦            | 入江健司 河本美代子 | 石井明治       | -                                   | 2022年 7月7日  |                |                |                |                |                |                |                |                |                |                |                |                |                |                |                |                |
| 第2話                    | プレW杯開幕！              | 広田光毅       | 川口敬一郎          | 球野貴裕            | 金容植 芝田千紗 小川みずえ | 石井明治       | 前田義宏 松岡謙治                   | 7月14日        |                |                |                |                |                |                |                |                |                |                |                |                |                |                |                |                |
| 第3話                    | 一瞬先の未来               | 川口敬一郎     | 川口敬一郎          | 真野玲              | 齊藤香織 西脇拓己 宋善永 スタジオギガ | 石井明治       | 松岡謙治 小園菜穂                   | 7月21日        |                |                |                |                |                |                |                |                |                |                |                |                |                |                |                |                |
| 第4話                    | 王子様vs王子様             | 広田光毅       | 山本秀世            | 西田健一            | 池津寿恵 飯飼一幸 | 石井明治       | -                                   | 7月28日        |                |                |                |                |                |                |                |                |                |                |                |                |                |                |                |                |
| 第5話                    | 番狂わせ                   | 前川淳         | 浜名孝行            | ながはまのりひこ    | 山﨑展義 | 石井明治       | -                                   | 8月4日         |                |                |                |                |                |                |                |                |                |                |                |                |                |                |                |                |
| 第6話                    | 完全アウェイの戦い         | 川口敬一郎     | 大原実              | 水本葉月            | 齊藤香織 小川みずえ U.E.C シード スタジオマスケット | 石井明治       | 井上英紀 松岡謙治                   | 8月11日        |                |                |                |                |                |                |                |                |                |                |                |                |                |                |                |                |
| 第7話                    | チェスの王様               | 川口敬一郎     | 高橋幸雄            | 真野玲              | 金容植 小川みずえ 西山優衣 江上夏樹 佐賀野桜子 石崎裕子 西脇拓己 | 石井明治       | 松岡謙治                            | 8月18日        |                |                |                |                |                |                |                |                |                |                |                |                |                |                |                |                |
| 第8話                    | その覚悟…その条件          | 前川淳         | 渡辺淳              | 渡辺正彦            | 入江健司 後藤孝宏 | 石井明治       | -                                   | 8月25日        |                |                |                |                |                |                |                |                |                |                |                |                |                |                |                |                |
| 第9話                    | 仲間への想い               | 広田光毅       | 川口敬一郎          | 江副仁美            | 安藤香春 森本明慧 | 石井明治       | -                                   | 9月1日         |                |                |                |                |                |                |                |                |                |                |                |                |                |                |                |                |
| 第10話                   | 聖書のその先へ             | 川口敬一郎     | 渡辺淳              | 川口敬一郎 又野弘道 | 後藤孝宏 水竹修治 高山由江 山﨑展義 松下清志 | 石井明治       | -                                   | 9月8日         |                |                |                |                |                |                |                |                |                |                |                |                |                |                |                |                |
| 第11話                   | 最悪のダブルスペア         | 前川淳         | 多田俊介            | 水本葉月            | 池津寿恵 飯飼一幸 | 石井明治       | -                                   | 9月15日        |                |                |                |                |                |                |                |                |                |                |                |                |                |                |                |                |
| 第12話                   | プリンス オブ エース       | 広田光毅       | 球野貴裕 川口敬一郎 | 球野貴裕 高橋幸雄   | 金容植 小倉典子 | 石井明治       | 井上英紀 今西享 石崎裕子 佐賀野桜子 | 9月22日        |                |                |                |                |                |                |                |                |                |                |                |                |                |                |                |                |
| 第13話                   | サムライvs騎士             | 広田光毅       | 高橋幸雄            | 高橋幸雄            | 小川みずえ 石崎裕子 佐賀野桜子 江上夏樹 江湧 朱暁林 葉宇静 イ・ウニョン 西脇拓己 西山優衣 24FPS Studio EverGreen                                                                      | 石井明治       | 松岡謙治                            | 9月29日        |                |                |                |                |                |                |                |                |                |                |                |                |                |                |                |                |
| U-17 WORLD CUP SEMIFINAL |                            |                |                     |                     | |                |                                     |                |                |                |                |                |                |                |                |                |                |                |                |                |                |                |                |                |
| 第1話                    | 最強ドイツ 決戦前夜！      | 広田光毅       | 徳本善信            | 徳本善信            | 石井明治 池津寿恵 | 石井明治       | -                                   | 2024年 10月3日 |                |                |                |                |                |                |                |                |                |                |                |                |                |                |                |                |
| 第2話                    | 青い鳥                     | 広田光毅       | 大原実 徳本善信     | 渡辺正彦            | 上田美由紀 後藤孝宏 | 石井明治       | -                                   | 10月10日       |                |                |                |                |                |                |                |                |                |                |                |                |                |                |                |                |
| 第3話                    | 誰がために強く             | 広田光毅       | 大原実 徳本善信     | 高島大輔            | 水竹修治 飯飼一幸 | 石井明治       | -                                   | 10月17日       |                |                |                |                |                |                |                |                |                |                |                |                |                |                |                |                |
| 第4話                    | 最期のイリュージョン       | 前川淳         | 徳本善信            | 徳本善信            | 石井明治 池津寿恵 | 石井明治       | -                                   | 10月24日       |                |                |                |                |                |                |                |                |                |                |                |                |                |                |                |                |
| 第5話                    | 手塚vs幸村                 | 広田光毅       | 徳本善信            | 渡辺正彦            | 上田美由紀 後藤孝宏 | 石井明治       | -                                   | 10月31日       |                |                |                |                |                |                |                |                |                |                |                |                |                |                |                |                |
| 第6話                    | 零感のテニス               | 坂井史世       | 渡辺淳              | 高島大輔            | 水竹修治 飯飼一幸 | 石井明治       | -                                   | 11月7日        |                |                |                |                |                |                |                |                |                |                |                |                |                |                |                |                |
| 第7話                    | 激闘の先にある未来         | 坂井史世       | 渡辺淳              | 渡辺正彦            | 石井明治 高山由江 伊瀬奈央子 中西彩 水竹修治 飯飼一幸 後藤孝宏 Triple A RadPlus | 石井明治       | -                                   | 11月14日       |                |                |                |                |                |                |                |                |                |                |                |                |                |                |                |                |
| 第8話                    | スペイン代表、越前リョーガ | 前川淳         | 川口敬一郎          | 金子伸吾            | 山下善光 渡邉亜彩美 佐々木睦美 渡辺優奈 桐山染利 足立明日美 | 石井明治       | -                                   | 11月21日       |                |                |                |                |                |                |                |                |                |                |                |                |                |                |                |                |
| 第9話                    | 集中爆発vs天衣無縫         | 坂井史世       | 大原実 徳本善信     | 徳本善信            | 池津寿恵 Revival | 石井明治       | -                                   | 11月28日       |                |                |                |                |                |                |                |                |                |                |                |                |                |                |                |                |
| 第10話                   | タイブレークの行方         | 前川淳         | 大原実 徳本善信     | 萩原悠理            | 岩永遼太 Big Owl STUDIO CL 朱至峰 杨国福 章璜 FanDongdong SunJiwei Wei Xu Long 松喬アニメーション STUDIO SEKAI                                                                        | 石井明治       | -                                   | 12月5日        |                |                |                |                |                |                |                |                |                |                |                |                |                |                |                |                |
| 第11話                   | ファイナルセット           | 前川淳         | 大原実 徳本善信     | 高島大輔            | 桜井木ノ実 星月動画 ALPHA ANIMATION | 石井明治       | -                                   | 12月12日       |                |                |                |                |                |                |                |                |                |                |                |                |                |                |                |                |
| 第12話                   | 螺旋の洗礼                 | 広田光毅       | 徳本善信            | 神谷マキ            | 酒井kei YU yeonjun 韓承熙 Do Imsoo Kwon EunJoo Bang Hyeonseo Youn Subin Song JoonYoub Hwang SuBeen Lee Yerin Kim Jina Kim sunmi Lee Minji Song Jiyeon Lee Chungsik Park Magang 半扇門 | 石井明治       | -                                   | 12月19日       |                |                |                |                |                |                |                |                |                |                |                |                |                |                |                |                |
| 第13話                   | 命を懸けたテニス           | 広田光毅       | 徳本善信            | 高島大輔            | 石井明治 水竹修治 清水勝祐 飯飼一幸 後藤孝宏 Revival 4tune ワン・オーダー | 石井明治       | -                                   | 12月26日       |                |                |                |                |                |                |                |                |                |                |                |                |                |                |                |                |

#### 放送局（U-17シリーズ）
| 放送期間                 | 放送時間                     | 放送局     | 対象地域   | 備考                                 |
| ------------------------ | ---------------------------- | ---------- | ---------- | ------------------------------------ |
| 2022年7月7日 - 9月29日   | 木曜 0:00 - 0:30（水曜深夜） | テレビ東京 | 関東広域圏 | 製作局・製作参加 / 字幕放送          |
|                          | 木曜 1:35 - 2:05（水曜深夜） | テレビ大阪 | 大阪府     | 字幕放送                             |
|                          | 木曜 2:05 - 2:35（水曜深夜） | テレビ愛知 | 愛知県     |                                      |
| 2022年7月18日 - 10月10日 | 月曜 23:00 - 23:30           | AT-X       | 日本全域   | CS放送 / 字幕放送 / リピート放送あり |

| 配信開始日   | 配信時間                     | 配信サイト |
| ------------ | ---------------------------- | --- |
| 2022年7月7日 | 木曜 0:30（水曜深夜） 更新   | dアニメストア U-NEXT dTV アニメタイムズ |
| 2022年7月9日 | 土曜 0:00（金曜深夜） 更新   | Hulu FOD アニメ放題 バンダイチャンネル Paravi Netflix Amazon Prime Video TELASA J:COMオンデマンド メガパック milplus auスマートパスプレミアム ひかりTV TVer ネットもテレ東 GYAO! ニコニコチャンネル Rakuten TV Google Play ムービーフルPlus HAPPY!動画 ビデオマーケット GYAO!ストア music.jp |
|              | 土曜 0:00 - 0:30（金曜深夜） | ABEMA [ 36 ] ニコニコ生放送 [ 37 ] |
|              | 土曜 0:30（金曜深夜） 更新   | ABEMAビデオ |

| 放送期間                 | 放送時間                     | 放送局     | 対象地域   | 備考                                 |
| ------------------------ | ---------------------------- | ---------- | ---------- | ------------------------------------ |
| 2024年10月3日 - 12月26日 | 木曜 0:00 - 0:30（水曜深夜） | テレビ東京 | 関東広域圏 | 製作局・製作参加 / 字幕放送          |
|                          | 木曜 1:30 - 2:00（水曜深夜） | テレビ愛知 | 愛知県     |                                      |
|                          | 木曜 1:35 - 2:05（水曜深夜） | テレビ大阪 | 大阪府     | 字幕放送                             |
| 2024年10月4日 - 12月27日 | 金曜 21:00 - 21:30           | AT-X       | 日本全域   | CS放送 / 字幕放送 / リピート放送あり |

| 配信開始日    | 配信時間                   | 配信サイト |
| ------------- | -------------------------- | --- |
| 2024年10月3日 | 木曜 0:30（水曜深夜） 更新 | dアニメストア U-NEXT Lemino アニメタイムズ |
| 2024年10月5日 | 土曜 0:00（金曜深夜） 更新 | アニメ放題 Hulu DMM TV FOD Amazon Prime Video TELASA J:COM STREAM milplus ABEMAビデオ ニコニコチャンネル [ 42 ] TVer ネットもテレ東 Rakuten TV HAPPY!動画 YouTube バンダイチャンネル |
|               | 土曜 20:30 - 21:00         | ニコニコ生放送 |
|               | 土曜 22:30 - 23:00         | ABEMA |

## 劇場アニメ

### 第1弾

#### 二人のサムライ The First Game
『劇場版 テニスの王子様 二人のサムライ The First Game』。2005年1月29日、テレビアニメ版とほぼ同様の製作スタッフにより劇場アニメ化。全国ロードショー。実製作を担当したのはProduction I.G。作中では越前リョーガが常にオレンジを持ち歩いており、テニスボールのメタファーでリョーマとリョーガの過去を結ぶアイテムとなっている。テニスシーンではオーラや炎の柱を吹き上げ、空を舞う戦いが繰り広げられた。その他にも不二の「羆落とし」、手塚の「手塚ゾーン」、リョーマの「サイクロンスマッシュ」など派手な演出が展開される。特に手塚ゾーンの恐竜が滅亡するシーンは『週刊少年ジャンプ』のアニメ記事において「これが本当にテニス!?」と紹介された。また、ゲスト声優として西岡徳馬・山崎裕太・インパルスが出演した。
キャッチコピーは「選ばれし者たちだけの銀幕（ステージ）! 今始まる、運命のファーストゲーム!!」。

##### あらすじ
青学テニス部は、テニス好きの大富豪桜吹雪彦麿の主催する豪華客船での船上パーティーのメインイベントとして企画されたエキシビジョンマッチに招かれて参加する。船上で越前リョーマは幼い頃に別れた義兄で桜吹雪チームを率いる越前リョーガと再会する。ところが船内には不審な様子があり、試合の実態は桜吹雪の企む賭テニスであった。青学メンバーは桜吹雪から八百長試合を持ちかけられ脅されるが、要求を退け当日午前の部では桜吹雪チームを撃退する。

##### スタッフ（第1弾）
- 監督 - 浜名孝行
- 脚本 - 前川淳
- キャラクターデザイン・総作画監督 - 石井明治
- キャラクターデザイン補佐 - 植田実
- 絵コンテ - 布施木一喜、山崎浩司、浜名孝行
- 演出 - 布施木一喜、山崎浩司
- 作画監督 - 谷津美弥子、植田実
- 美術監督 - 平田秀一
- 撮影監督 - 江面久
- 色彩設計 - 吉田小百合
- 編集 - 植松淳一
- 音楽 - 渡部チェル
- 音響監督 - 平光琢也
- プロデューサー - 高橋知子、松山進、川口徹
- アニメーション制作 - Production I.G
- 制作 - NAS
- 配給 - 松竹
- 製作 - 劇場版テニスの王子様製作委員会2005（NAS、松竹、集英社、テレビ東京、Production I.G）

##### 主題歌（第1弾）
「青春グローリー」
作詞・作曲 - 佐々木收 / 編曲・歌 - SCRIPT

#### 跡部からの贈り物
『劇場版 テニスの王子様 跡部からの贈り物 〜君に捧げるテニプリ祭り〜』のタイトルで2005年1月29日に公開された。二人のサムライThe First Game 同時上映。

##### あらすじ（跡部からの贈り物）
跡部が各校のテニス部を集めて大規模な学園祭風のパーティーを開く。実はこのパーティーにはある目的があった。

##### スタッフ（跡部からの贈り物）
- 監督・絵コンテ - 浜名孝行
- 脚本 - 志茂文彦
- キャラクターデザイン・総作画監督 - 石井明治
- キャラクターデザイン補佐 - 高橋成之
- 演出 - 高橋順
- 作画監督 - 高橋成之、飯塚晴子
- 美術監督 - 串田達也
- 撮影監督 - 橘高敬司、桑原賢治
- 色彩設計 - 赤間三佐子
- 編集 - 植松淳一
- 音楽 - 渡部チェル
- 音響監督 - 平光琢也
- プロデューサー - 高橋知子、松山進、川口徹、森田俊昭
- アニメーション制作 - トランス・アーツ
- アニメーション制作協力 - Production I.G
- 制作 - NAS
- 配給 - 松竹
- 製作 - 劇場版テニスの王子様製作委員会2005（NAS、松竹、集英社、テレビ東京、Production I.G）

##### 主題歌（跡部からの贈り物）
「DEPARTURES」
作詞 - 斉藤真也 / 作曲 - 石井豊 / 編曲 - 福士健太郎 / 歌 - 青酢+キャップと瓶

##### 挿入歌
「BRAND NEW DAY」
作詞・作曲 - 福士健太郎 / 編曲 - 守尾崇、福士健太郎 / 歌 - 3グァバトリオ

### 第2弾
『劇場版 テニスの王子様 英国式庭球城決戦!』（げきじょうばん テニスのおうじさま えいこくしきていきゅうじょうけっせん）のタイトルで、『10周年記念プロジェクト』として2011年9月3日に公開。メインスタッフはOVA版とほぼ同様。実製作を担当するのはProduction I.GとM.S.C。
キャッチコピーは「こんなに熱くて、こんなに切ない テニプリ見たことない。」。
全国28スクリーンという小規模公開ながら、2011年9月3、4日の初日2日間で興収3,943万5,800円、動員2万8,227人になり映画観客動員ランキング（興行通信社調べ）で初登場第12位となった。これはスクリーンアベレージの興行収入が140万8,421円と土日公開作品の中では第1位となる。また10、20代の女性から圧倒的な人気を集め、ぴあ初日満足度ランキング（ぴあ映画生活調べ）では第1位と高評価されている。前作同様ゲスト声優として早乙女太一・大東俊介が出演した。

#### スタッフ（第2弾）
- 監督 - 多田俊介
- 脚本 - 広田光毅
- キャラクターデザイン・総作画監督 - 石井明治
- 絵コンテ - 多田俊介、山本秀世、寺岡巌
- 演出 - 多田俊介、山本秀世、松澤建一、宇井良和
- 作画監督 - 石井明治、高橋成之、中山由美
- エフェクト作画監督 - 石田慶一
- 美術監督 - 皆谷透
- 色彩設計 - 津守裕子
- 撮影監督 - ひらのりゅうじ
- 編集 - 布地由美子、野尻由紀子
- 音楽 - 渡部チェル
- 音響監督 - 平光琢也
- プロデューサー - 松下洋子
- アニメーション制作 - Production I.G、M.S.C
- 制作 - NAS
- 配給 - 松竹
- 製作 - 劇場版テニスの王子様プロジェクト2011（NAS、集英社、Production I.G、バンダイビジュアル、マーベラスエンターテイメント、テレビ東京）

#### 主題歌（第2弾）
「I4U」
歌 - AAA

### 第3弾
『リョーマ! The Prince of Tennis 新生劇場版テニスの王子様』（リョーマ ザ プリンス オブ テニス しんせいげきじょうばんテニスのおうじさま）のタイトルで3DCG映画として2021年9月3日に公開。後述の全国大会篇から繋がるストーリーとして描かれる。decideとgloryの2種類あり、話が少し違う。

#### キャスト（第3弾）
- 越前リョーマ - 皆川純子
- 越前南次郎 - 松山鷹志
- 手塚国光 - 置鮎龍太郎
- 跡部景吾 - 諏訪部順一
- 竜崎桜乃 - 高橋美佳子
- 幸村精市 - 永井幸子
- 白石蔵ノ介 - 細谷佳正
- エメラルド - 朴璐美
- ウルフ - 杉田智和
- ブー - 武内駿輔
- フー - 竹内良太
- 亜久津仁 - 佐々木望

#### スタッフ（第3弾）
- 原作・製作総指揮・劇中歌全作詞作曲 - 許斐剛
- 監督 - 神志那弘志
- 脚本 - 秦建日子
- 音響監督 - 高寺さとし
- 音楽 - 津田ケイ
- 音響監督 - 高寺さとし
- CGスーパーバイザー - 菱川パトリシア
- アニメーションディレクター - 由水桂
- CGディレクター - 山田桃子
- システムディレクター - 城戸孝夫
- エグゼクティブCGプロデューサー - 千田齋
- 音楽プロデューサー - 松井伸太郎
- 総合プロデューサー - 依田巽
- プロデューサー - 新井修平
- 3DCG制作 - The Mook Studio、ケイカ
- 協力 - スタジオKM
- 制作・配給 - ギャガ
- 製作 - 新生劇場版テニスの王子様製作委員会

## OVA

### 第1作
『全国大会篇』として2006年3月から隔月で全7巻で発売、2007年6月からは第2シリーズとなる『全国大会篇 Semifinal』が全3巻で発売され、2008年4月からは第3シリーズである『全国大会篇 Final』が全4巻で発売された。そして、2009年5月から外伝として第4シリーズの『ANOTHER STORY 〜過去と未来のメッセージ』が全2巻で発売となった。また、音声特典として他校キャラによるオーディオコメンタリーがついている。2011年8月からは同じく外伝として『ANOTHER STORY II 〜アノトキノボクラ』が全2巻で発売された。
アニマックスで2008年に全国大会篇Vol.1からVol.7が単発放送されたあと、同じくアニマックスで2009年3月からレギュラー放送された。
2010年1月10日から3月21日まで、NHK BS2で全国大会篇全13話が放送された。
2011年10月5日から12月28日まで、テレビ東京にて『テニスの王子様 ベストマッチ』として、全国大会篇Semifinalと全国大会篇Finalが放送された。
2021年4月6日から9月28日まで、テレビ東京系列にて『新生劇場版公開記念「テニスの王子様 全国大会篇」セレクション』として、全国大会篇、全国大会篇Semifinal、全国大会篇Finalが放送された（全国大会篇第7話、全国大会篇Final第0話は未放送）。
ストーリー自体はテレビシリーズからそのまま続き、アニメオリジナルの展開を踏まえた描写もある一方、原作の展開を踏襲したことに伴いジュニア選抜編での切原が改心するエピソードなどは反映されていない。

#### スタッフ（OVA）
- 監督 - 多田俊介
- キャラクターデザイン - 石井明治、高橋成之（ANOTHER STORY II）
- チーフアニメーター - 入江健司
- 美術監督 - 川井憲→皆谷透→沼井信朗
- 撮影監督 - ひらのりゅうじ
- 色彩設計 - 赤間三佐子、津守裕子
- 編集 - 布地由美子、野尻由紀子
- 音楽 - 渡部チェル
- 音響監督 - 平光琢也
- プロデューサー - 杉山敦夫→高橋知子→鶴崎りか
- アニメーション制作 - M.S.C（全国大会編 - ANOTHER STORY）→Production I.G（ANOTHER STORY II）
- アニメーション制作協力 - Production I.G（全国大会編 - ANOTHER STORY）→トランス・アーツ（ANOTHER STORY II）
- 制作 - NAS
- 製作 - テニスの王子様プロジェクト（NAS、Production I.G、バンダイビジュアル、マーベラスエンターテイメント、テレビ東京、集英社）

#### 主題歌（OVA）
オープニングテーマ
1. Flower-咲乱華-（Vol.1 - Vol.5）
  - 作詞 - HINA 作曲 - 渋谷郁央 編曲 - don@bay 歌 - GIGS

2. 抱えたキセキ（Vol.6 - Semifinal Vol.1）
  - 作詞 - 綿貫辰也 作曲・編曲 - Sly 歌 - 青酢

3. 恋の激ダサ絶頂!（Semifinal Vol.2 - Semifinal Vol.3）
  - 作詞 - 白井裕紀 作曲・編曲 - 真崎修 歌 - by断ち切り隊

4. ACROSS MY LINE（Final Vol.1 - Final Vol.3）
  - 作詞 - 鳥海雄介 作曲・編曲 - 大野宏明 歌 - 越前リョーマ（皆川純子）

5. brand-new HEAVEN（ANOTHER STORY Vol.1 - ANOTHER STORY Vol.2）
  - 作詞 - t@28 作曲・編曲 - 江口亮 歌 - 青春ソーダ

6. アオゾラSTAGE（ANOTHER STORY II Vol.1 - ANOTHER STORY II Vol.2）
  - 作詞 - 井筒日美 / 作曲・編曲 - corin. / 歌 - by断ち切り隊

エンディングテーマ
1. ハロー&グッバイ（Vol.1 - Vol.5）
  - 作詞・作曲・編曲・歌 - 近藤薫

2. 不条理（Vol.6 - Vol.7）
  - 作詞・作曲・編曲 - 宮崎歩 / 歌 - 氷帝エタニティ

3. サンキュー!!（Semifinal Vol.1 - Semifinal Vol.3）
  - 作詞 - 近藤薫 / 作曲・編曲 - SUPER POP MECH@NICS / 歌 - キャップと瓶

4. や・き・に・く（Final Vol.0）
  - 作詞 - 五十嵐由美 / 作曲・編曲 - 佐藤晃 / 歌 - トング隊

5. Dear Prince〜テニスの王子様達へ〜（Final Vol.1 - Final Vol.3）
  - 作詞 - 許斐剛 / 作曲 - 佐々木收 / 編曲 - SCRIPT / 歌 - イケメン侍

6. 色褪せないあの空へ（ANOTHER STORY Vol.1〈前〉 - ANOTHER STORY Vol.2〈前〉）
  - 作詞・作曲・編曲 - シュリケンチョップ / 歌 - STONES

7. 坂道の果てへ（ANOTHER STORY Vol.1〈後〉）
  - 作詞 - 黒澤直也 / 作曲 - 浅田直 / 編曲 - 黒澤直也 / 歌 - 氷帝エタニティ

8. 終わらない愛（ANOTHER STORY Vol.2〈後〉）
  - 作詞 - 東山綾 / 作曲 - 池月源 / 編曲 - 竹中文一 / 歌 - 立海ヤング漢

9. HIKARI（ANOTHER STORY II Vol.1 - ANOTHER STORY II Vol.2）
  - 作詞 - むらたつとむ / 作曲・編曲 - 小野貴光 / 歌 - 切原赤也（森久保祥太郎）

#### 各話リスト（第1作）
| 巻数                                   | 話数       | サブタイトル                      | 脚本       | 絵コンテ          | 演出       | 作画監督                 | 発売日         |
| 全国大会篇                             | 全国大会篇 | 全国大会篇                        | 全国大会篇 | 全国大会篇        | 全国大会篇 | 全国大会篇               | 全国大会篇     |
| -------------------------------------- | ---------- | --------------------------------- | ---------- | ----------------- | ---------- | ------------------------ | -------------- |
| Vol.1                                  | 1          | 帰ってきた王子様                  | 坂井史世   | 橘正紀            | 多田俊介   | 入江健司                 | 2006年 3月24日 |
| Vol.2                                  | 2          | Hot&Cool                          | 時村尚     | 佐藤雅弘          | 橋本昌和   | 宮脇千鶴                 | 5月26日        |
| Vol.2                                  | 3          | The fourth counter                | 広田光毅   | 山本秀世          | 山本秀世   | 渡辺淳                   | 5月26日        |
| Vol.3                                  | 4          | 菊丸ひとりぼっち                  | 竹内利光   | 杉谷光一          | 杉谷光一   | 飯塚晴子                 | 7月28日        |
| Vol.3                                  | 5          | いちばん長い夏                    | 時村尚     | 伊藤真朱          | 伊藤真朱   | 高橋成之                 | 7月28日        |
| Vol.4                                  | 6          | 殺し屋と呼ばれる男                | 広田光毅   | 橘正紀            | 多田俊介   | 入江健司                 | 9月22日        |
| Vol.4                                  | 7          | ビーチバレーの王子様!?            | 竹内利光   | 橋本昌和          | 橋本昌和   | 宮脇千鶴                 | 9月22日        |
| Vol.5                                  | 8          | 嵐の予感                          | 坂井史世   | 山本秀世          | 山本秀世   | 渡辺淳                   | 11月24日       |
| Vol.5                                  | 9          | 折れない心                        | 時村尚     | 山田健学          | 安藤貴史   | 浜森理宏                 | 11月24日       |
| INVITATION                             |            | INVITATION DVD                    |            |                   |            |                          | 12月22日       |
| Vol.6                                  | 10         | 短期決戦                          | 竹内利光   | 杉谷光一          | 多田俊介   | 飯塚晴子                 | 2007年 1月26日 |
| Vol.6                                  | 11         | 手塚国光                          | 坂井史世   | 橋本昌和          | 橋本昌和   | 宮脇千鶴                 | 2007年 1月26日 |
| Vol.7                                  | 12         | ふたり                            | 広田光毅   | 橘正紀            | 多田俊介   | 入江健司                 | 3月23日        |
| Vol.7                                  | 13         | 死闘・帝王VS王子様                | 時村尚     | 山本秀世          | 山本秀世   | 石井明治                 | 3月23日        |
| 全国大会篇 Semifinal                   |            |                                   |            |                   |            |                          |                |
| Vol.1                                  | 1          | 四天宝寺VS不動峰                  | 坂井史世   | 山田健学          | 高島大輔   | 石井明治                 | 6月22日        |
| Vol.1                                  | 2          | 咆哮                              | 時村尚     | 山本秀世          | 山本秀世   | 入江健司                 | 6月22日        |
| Vol.2                                  | 3          | お笑いテニスの恐怖                | 竹内利光   | 橋本昌和          | 橋本昌和   | 入江健司                 | 9月25日        |
| Vol.2                                  | 4          | 青学のお荷物                      | 広田光毅   | 山本秀世          | 山本秀世   | 渡辺淳                   | 9月25日        |
| FAN DISC                               |            | White heat Remix                  |            |                   |            |                          | 12月21日       |
| Vol.3                                  | 5          | 二つの扉                          | 時村尚     | 浜名孝行          | 多田俊介   | 石井明治                 | 2008年 1月25日 |
| Vol.3                                  | 6          | 一球勝負!                         | 坂井史世   | 山本秀世          | 山本秀世   | 入江健司                 | 2008年 1月25日 |
| 全国大会篇 Final                       |            |                                   |            |                   |            |                          |                |
| Vol.0                                  | 0          | 焼肉の王子様                      | 竹内利光   | 橋本昌和          | 誉田晶子   | 石井明治 渡辺淳 入江健司 | 4月25日        |
| Vol.1                                  | 1          | 頂上対決!                         | 広田光毅   | 山本秀世          | 山本秀世   | 渡辺淳                   | 7月25日        |
| Vol.1                                  | 2          | オレたちのやりかた                | 坂井史世   | 山田勝久          | 高島大輔   | 澤田譲治                 | 7月25日        |
| Vol.2                                  | 3          | 真昼に星は見えるか!?              | 時村尚     | 山本秀世          | 山本秀世   | 入江健司                 | 10月24日       |
| Vol.2                                  | 4          | 心をひとつに                      | 竹内利光   | 浜名孝行          | 犬川犬夫   | 飯塚晴子                 | 10月24日       |
| FAN DISC                               |            | The Time Comes Around Remix       |            |                   |            |                          | 12月19日       |
| Vol.3                                  | 5          | 最終決戦! 王子様VS神の子          | 坂井史世   | 山本秀世          | 多田俊介   | 渡辺淳                   | 2009年 1月23日 |
| Vol.3                                  | 6          | Dear Prince〜テニスの王子様達へ〜 | 坂井史世   | 山本秀世          | 山本秀世   | 石井明治                 | 2009年 1月23日 |
| ANOTHER STORY 〜過去と未来のメッセージ |            |                                   |            |                   |            |                          |                |
| Vol.1                                  | 1          | ナニワの王子様 前篇               | 広田光毅   | 多田俊介          | 安藤貴史   | 石井明治                 | 5月26日        |
| Vol.1                                  | 2          | 風雲少年跡部                      | 坂井史世   | 山本秀世          | 山本秀世   | 入江健司                 | 5月26日        |
| Vol.2                                  | 3          | ナニワの王子様 後篇               | 広田光毅   | 多田俊介          | 多田俊介   | 入江健司                 | 9月25日        |
| Vol.2                                  | 4          | 立海烈伝〜王者に挑む反逆児〜      | 坂井史世   | 山本秀世          | 山本秀世   | 渡辺淳                   | 9月25日        |
| FAN DISC                               |            | 〜Message in a bottle〜           | 広田光毅   | 渡辺淳 鈴木健太郎 | 多田俊介   | 渡辺淳                   | 12月22日       |
| ANOTHER STORY II 〜アノトキノボクラ    |            |                                   |            |                   |            |                          |                |
| Vol.1                                  | 1          | 誕生! 部長 白石蔵ノ介             | 竹内利光   | 多田俊介          | 安藤貴史   | 沼津雅人                 | 2011年 8月26日 |
| Vol.1                                  | 2          | 青春学園七不思議                  | 広田光毅   | 松澤健一          | 松澤健一   | 山崎展義 森田史          | 2011年 8月26日 |
| Vol.2                                  | 3          | 九州二翼                          | 坂井史世   | 多田俊介          | 高島大輔   | 中山由美                 | 10月26日       |
| Vol.2                                  | 4          | ジローの目覚め                    | 広田光毅   | 松澤健一          | 松澤健一   | 石井明治 森田史          | 10月26日       |

### 新テニスの王子様 OVA vs Genius10
『新テニスの王子様 OVA vs Genius10』は、2014年10月29日より発売のOVAシリーズ。全5巻各2話ずつ収録。映像特典として4コマアニメ『放課後の王子様』も収録。スタッフは新テレビシリーズと同様。

#### 主題歌（OVA・新）
オープニングテーマ『革命への前奏曲（プレリュード）』
作詞 - 石川絵理 / 作曲 - 園田健太郎 / 編曲 - ROUND4 / 歌 - 跡部景吾
エンディングテーマ『Party Time』
作詞 - 沖田津永 / 作曲・編曲 - コモリタミノル
歌 - キャップと瓶（第1話）、氷帝エタニティ（第2話）、STONES（第3話）、プルタブと缶（第4話）、GIGS（第5話）、
立海ヤング漢（第6話）、網球男児（第7話）、by断ち切り隊（第8話）、青酢（第9話）、テニプリオールスターズ（第10話）

#### 各話リスト（OVA・新）
| 巻数  | 話数   | サブタイトル                   | 脚本     | 絵コンテ | 演出     | 作画監督   | 発売日          |
| ----- | ------ | ------------------------------ | -------- | -------- | -------- | ---------- | --------------- |
| Vol.1 | 第1話  | 革命への前奏曲（プレリュード） | 広田光毅 | 山本秀世 | 山本秀世 | 石井明治   | 2014年 10月29日 |
| Vol.1 | 第2話  | 激戦開始                       | 竹内利光 | 山本秀世 | 徳本善信 | 高橋成之   | 2014年 10月29日 |
| Vol.2 | 第3話  | 鏡像と虚像                     | 坂井史世 | 山本秀世 | 多田俊介 | 八木澤修平 | 12月25日        |
| Vol.2 | 第4話  | 決戦前夜                       | 前川淳   | 山本秀世 | 松澤建一 | 渡辺淳     | 12月25日        |
| Vol.3 | 第5話  | 最強のペア                     | 坂井史世 | 山本秀世 | 山本秀世 | 石井明治   | 2015年 2月20日  |
| Vol.3 | 第6話  | 裏切りと交渉                   | 前川淳   | 山本秀世 | 徳本善信 | 入江健司   | 2015年 2月20日  |
| Vol.4 | 第7話  | 10球を抱いて眠れ               | 竹内利光 | 山本秀世 | 山本秀世 | 遠藤大輔   | 4月24日         |
| Vol.4 | 第8話  | 皇帝と怪物                     | 坂井史世 | 山本秀世 | 佐藤清光 | 翁長くみこ | 4月24日         |
| Vol.5 | 第9話  | 覚悟                           | 広田光毅 | 山本秀世 | 山本秀世 | 渡辺淳     | 6月26日         |
| Vol.5 | 第10話 | 導かれし者たち                 | 広田光毅 | 山本秀世 | 徳本善信 | 石井明治   | 6月26日         |

### テニスの王子様 BEST GAMES!!
劇場版プロジェクト第2弾で、新作OVAシリーズ。
『テニスの王子様 BEST GAMES!! 手塚 vs 跡部』
2018年8月24日より劇場公開。同年10月26日発売。
『テニスの王子様 BEST GAMES!! 乾・海堂 vs 宍戸・鳳/大石・菊丸 vs 仁王・柳生』
2019年6月25日発売。全2話収録。
『テニスの王子様 BEST GAMES!! 不二 vs 切原』
2019年11月15日より2週間限定イベント公開。2020年1月28日発売。

#### スタッフ（BEST GAMES!!）
- 監督 - 川口敬一郎
- シリーズ構成・脚本 - 広田光毅
- キャラクターデザイン - 石井明治
- 美術監督 - 森元茂
- 色彩設計 - 津守裕子
- CGディレクター - 平川典史
- 撮影監督 - 斉藤朋美（第1・2弾）、ひらのりゅうじ（第3弾）
- 編集 - 野尻由紀子（第1弾）、平木大輔（第2・3弾）
- 音響監督 - 平光琢也
- 音楽 - 渡部チェル
- アニメーション制作 - M.S.C、手塚プロダクション（第3弾）
- 制作 - NAS
- 製作 - 新テニスの王子様プロジェクト

### 新テニスの王子様 氷帝vs立海 - Game of Future
許斐剛マッチメイク完全監修によるアニメオリジナルストーリー。2021年2月13日に前篇が、同年4月17日に後篇がそれぞれ発売された。

#### スタッフ（氷帝vs立海）
- 原作 - 許斐剛[53]
- 監督 - 川口敬一郎[53]
- シリーズ構成・脚本 - 広田光毅[53]
- キャラクターデザイン - 石井明治[53]
- 美術監督 - 伊藤聖[53]
- 美術設定 - 青木智由紀[53]
- 色彩設計 - 津守裕子[53]
- 3D - 平川典史[53]
- 撮影監督 - 中村雄太[53]
- 編集 - 平木大輔[53]
- 音響監督 - 松岡裕紀[53]
- 音楽 - 玉木千尋[53]
- アニメーション制作 - スタジオKAI、M.S.C[53]
- 制作 - NAS[53]
- 製作 - 新テニスの王子様プロジェクト[53]

## ペアプリDVD
セルDVDとして制作販売。全8巻。タイトルキャラクターのTVシリーズから各1話ずつ抜粋しナレーションを新録及び、ちびキャラ傑作選としてTVシリーズから1話再録。90秒のキャラクター紹介。新作ピクチャードラマを1話収録されている。

### ピクチャードラマスタッフ
- 監督 - 多田俊介
- 脚本 - 竹内利光
- 絵コンテ - 橋本昌和
- 演出 - 鈴木健太郎
- 作画監督 - 西畑あゆみ
- アニメーション制作 - M.S.C
- アニメーション制作協力 - Production I.G
- 制作 - NAS

### 各話リスト（ペアプリDVD）
1. 手塚国光×跡部景吾『手塚×跡部÷小春』 - 2010年6月25日
2. 不二周助×不二裕太『不二兄弟の放課後』 - 2010年6月25日
3. 亜久津仁×切原赤也『イニシャルA』 - 2010年8月27日
4. 大石秀一郎×菊丸英二『カイ☆パラ』 - 2010年8月27日
5. 千石清純×佐伯虎次郎『渚のモテモテウォッチング』 - 2010年10月27日
6. 海堂薫×宍戸亮『お前の気持ちがわからない』 - 2010年10月27日
7. 乾貞治×忍足侑士『どっちのメガネショー』 - 2010年12月22日
8. 越前リョーマ×真田弦一郎『海原祭!』 - 2010年12月22日

## ジャンプフェスタ
両作は2004年2月25日にDVD『テニスの王子様 DVD FAN DISC EXTRA Remix -Dream Session-』に収録。

### 2002年版
『テニスの王子様 A DAY OF THE SURVIVAL MOUNTAIN ～恐怖の強化トレーニング！～』は、『ジャンプフェスティバル2002』で上映。

#### スタッフ（JAF2002）
- 監督・絵コンテ - 浜名孝行
- 脚本 - 十川誠志
- 演出 - 高橋順
- キャラクターデザイン・総作画監督 - 石井明治
- 作画監督 - 植田実
- 美術監督 - 明石聖子
- 音楽 - 渡部チェル
- 音響監督 - 平光琢也
- アニメーションプロデューサー - 石川光久
- プロデューサー - すぎやまあつお、高橋知子
- アニメーション制作 - Production I.G
- 制作 - NAS
- 製作・著作 - 集英社

### 2003年版
『テニスの王子様 THE BAND OF PRINCES FILM KICK THE FUTURE!』は、『ジャンプフェスティバル2003』で上映。ミュージッククリップ風の内容。

#### スタッフ（JAF2003）
- 監督・絵コンテ・演出 - 浜名孝行
- 作画監督 - 石井明治
- 動画検査 - 坂井絵里子
- 色指定・検査 - 赤間三佐子
- 効果 - 依田安文
- 音響制作 - 小泉紀介
- 音楽 - 渡部チェル
- 制作 - NAS
- 製作・著作 - 集英社

#### 楽曲
「ロック☆54!? 〜ロックな人をさがしてみよう〜」
作詞・作曲 - UZA / 編曲 - 藤田宜久 / 歌 - 青学ユニット（青酢&キャップと瓶）
「BIRTHDAY 〜歩き始めた日〜」
作詞・作曲 - UZA / 編曲 - 佐々木章 / 歌 - 青学ユニット（青酢&キャップと瓶）